# Le Hanouard
Le Hanouard ist eine französische Gemeinde mit 267 Einwohnern (Stand: 1. Januar 2022) im Département Seine-Maritime in der Region Normandie (vor 2016 Haute-Normandie). Sie gehört zum Arrondissement Dieppe (bis 2017 Le Havre) und zum Kanton Saint-Valery-en-Caux (bis 2015 Ourville-en-Caux).

## Geographie
Le Hanouard liegt etwa 50 Kilometer nordwestlich von Rouen. Umgeben wird Le Hanouard von den Nachbargemeinden Grainville-la-Teinturière im Norden und Westen, Oherville im Osten, Sommesnil im Süden und Südosten sowie Cleuville im Süden und Südwesten.

## Bevölkerungsentwicklung
| Jahr                      | 1962 | 1968 | 1975 | 1982 | 1990 | 1999 | 2006 | 2013 |
| Einwohner                 | 232  | 234  | 226  | 287  | 266  | 273  | 223  | 250  |
| Quelle: Cassini und INSEE |      |      |      |      |      |      |      |      |

## Sehenswürdigkeiten

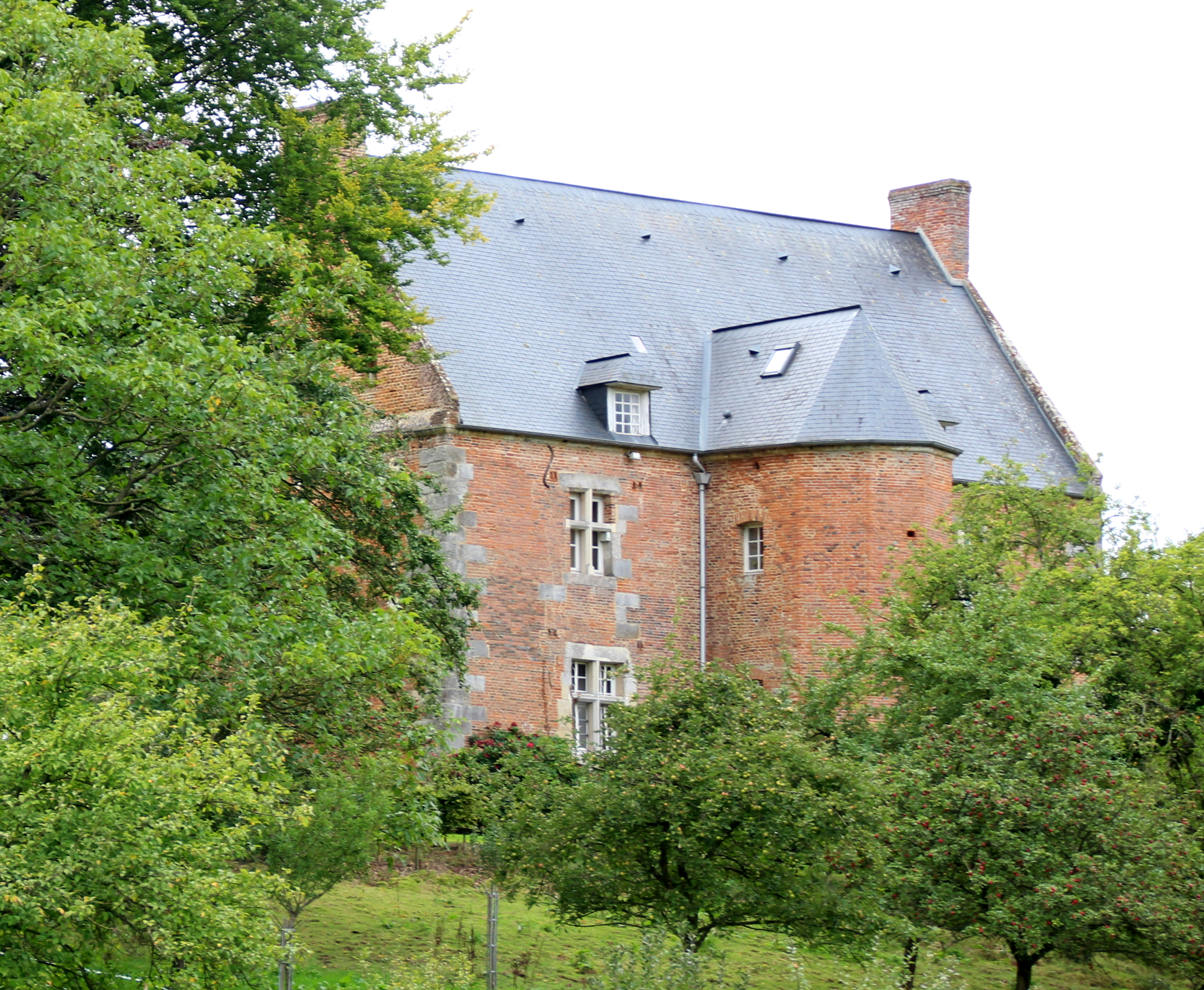
Herrenhaus von Le Hanouard

- Kirche Saint-Denis aus dem 17. Jahrhundert
- Herrenhaus Le Hanouard aus dem 15. Jahrhundert
- Taubenschlag aus dem 15. Jahrhundert
- Mühle